# Агнес фон Лайнинген
Агнес фон Лайнинген (на немски: Agnes von Leiningen; † между декември 1299 и 1303) е графиня от Лайнинген и чрез женитба графиня на Насау, основател на отонската линия на Насау и директен прародител на кралете на Нидерландия. Тя вероятно е регентка на Насау за малкия си син.

## Живот
Тя е дъщеря на граф Емих IV фон Лайнинген († 1281) и първата му съпруга Елизабет от Аспремонт (1227 – 1264).
Агнес фон Лайнинген се омъжва ок. 1253 г. или пр. 1288 г. в Бавария за граф Ото I фон Насау († 1290), син на граф Хайнрих II Богатия от Насау (1190 – 1251) и Матилда от Гелдерн (1190 – 1247). Той е по-малък брат на Адолф от Насау, който от 1292 до 1298 г. е римско-немски крал.
След смъртта на нейния съпруг през 1290 г. Агнес управлява заедно със синовете си. Агнес получава през 1298 г. разрешение от далечния си братовчед епископа ма Вормс Емих I разрешение да основе манастир с църква („Клаузенбергкапеле“) във Вормс-Абенхайм за успокоение на душата ѝ и на децата ѝ и на нейните родители.
Агнес фон Лайнинген умира между декември 1299 и 1303 г. и е погребана в манастир Алтенберг. През 1290 г. започва борба между тримата ѝ сина, която завършва през 1303 г. с подялба на Насау.

## Деца
Агнес фон Лайнинген и Ото I фон Насау имат децата:
- Хайнрих III († 1343), граф на Насау-Зиген
- Йохан († 10 август 1328), граф на Насау-Диленбург
- Емих († 7 юни 1334), граф на Насау-Хадамар, ∞ пр. 1297 Анна фон Цолерн-Нюрнберг, дъщеря на бургграф Фридрих III
- Гертруда († 19 септември 1359), 1329 – 1359 абатиса на Алтенберг
- Ото († 3 септември 1302), домхер във Вормс
- Мехтилд († пр. 29 октомври 1319), ∞ граф Герхард I фон Шьонекен († 1317)